# 玉里山
玉里山位於臺灣花蓮縣卓溪鄉中央山脈支稜上，標高2157公尺，因玉里而得名，山麓有八通關古道通過，山頂展望良好，日治時期陸地測量部於此山設有一等三角點。

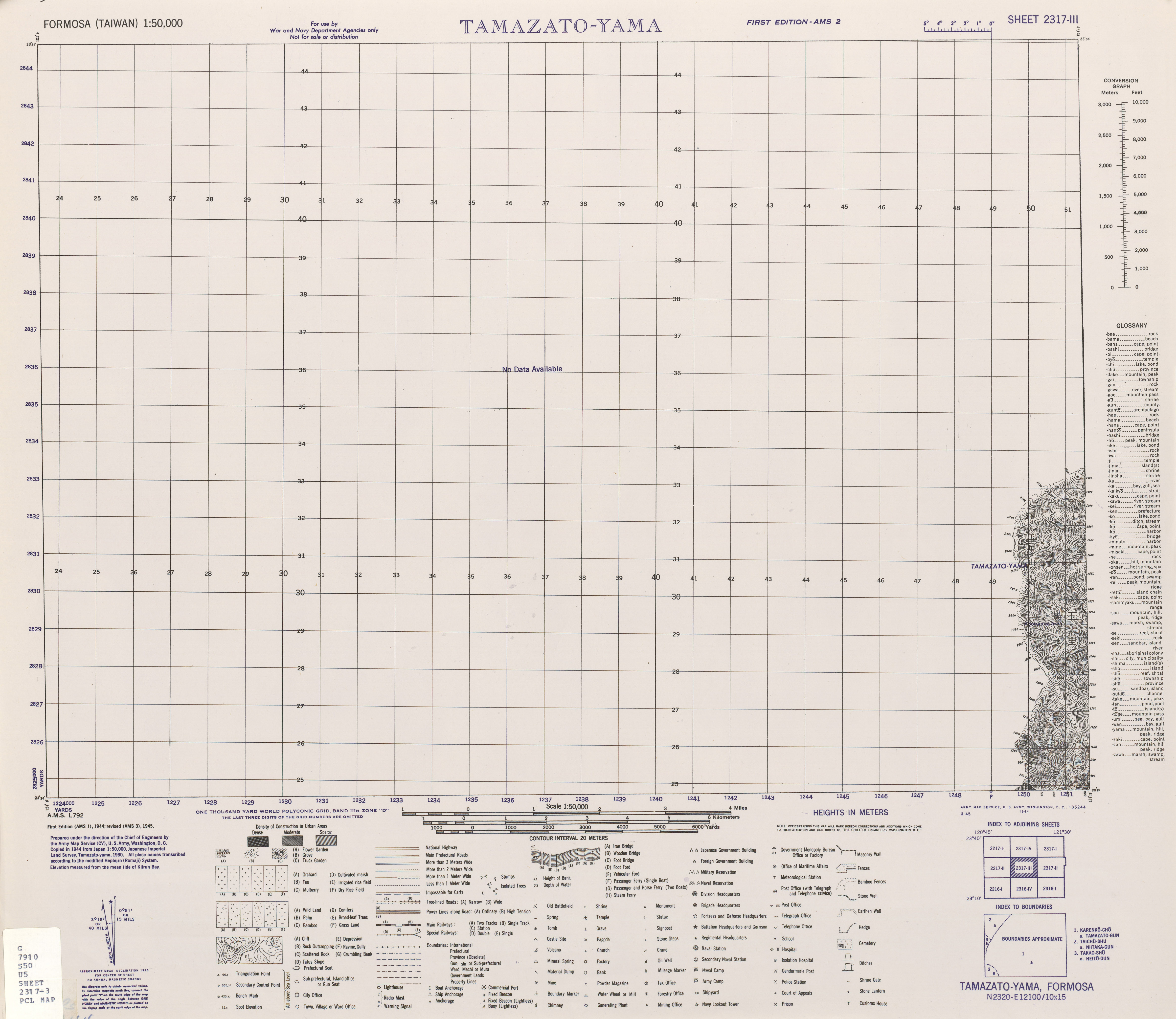
玉里山（TAMAZATO-YAMA）（1944年）